# 巴雷特·萨拉托
巴雷特·萨拉托（英語：Barrett Salato，1976年9月29日—），所羅門羣島外交官，現任所羅門羣島駐中華人民共和國大使。

## 經歷
巴雷特·萨拉托生于1976年9月29日。
巴雷特·萨拉托在1999年至2003年间在南太平洋大学获得学士学位，2006年在香港大学获得世界贸易组织区域贸易政策文凭。
2009 年至 2010 年萨拉托代理所罗门群岛外交及外贸部贸易司副司长，在此之前五年，他一直担任该部负责多边贸易问题的高级贸易官员，2011 年，代理贸易司司长。
2012年至2014年担任所罗门群岛外交及外贸部对外贸易司司长，2014年至2018年在所罗门群岛常驻联合国日内瓦办事处临时代办。2018年出任所罗门群岛常驻联合国日内瓦办事处代表。
2023年，萨拉托被任命爲駐中華人民共和國大使，接替在任上去世的约翰·莫法特·傅桂。12月21日，薩拉托抵華，並於27日遞交國書副本。2024年1月30日，向國家主席習近平遞交國書。